# Торун
То̀рун (на полски: Toruń; на немски: Thorn – Торн, на латински: Torun, civitas Torunensis) е град в Северна Полша, административен център на Торунски окръг, без да е част от него. Административно е обособен в отделен окръг (повят).
Градът е сред столиците на Куявско-поморското войводство (от 1999 г.), а преди това е столица на войводство Торунското (1975-1998) и на Поморското (Померанско) войводства (1921-1939). Той е измежду най-старите и красиви исторически градове в Полша. Създаден е от членове на германски орден през 13 век. Градът е познат преди всичко като родното място на Николай Коперник. Старият град е включен в листата на националното културно наследство на ЮНЕСКО през 1997 г.

## География
Град Торун е разположен на река Висла. Повят Торун има площ от 115,72 км2.
През 2012 г. в града живеят 204 921 души. Гъстотата на населението му е 1779 души/км2.

## История
През 7-13 век град Торун е стара полска колония и пристанище на река Висла. През 1230-1231 година тевтонци построяват замък в града. 5 години по-късно поради честите наводнения градът е преместен на мястото, което днес се нарича Стар град. През 1239 година група доминиканци се заселват града, последвани в 1263 години от френски монаси. Следващата година в близост до Стария град е основан Новият град, които през 1280 година се обединяват и образуват град Торун. По-късно Лигата Ханза преобразува град Торун във важен средновековен търговски център.
Също така градът е сред най-богатите архитектурни паметници и най-посещаваните градове в Полша, културен и промишлен център. Меденките, които са били приготвяни още през 14 век, са специалитет на града. Торун е известен и с нощната панорама на Стария град.

## Забележителности

### Паметници
Торун може да се похвали с множество паметници. Кметството в стария град принадлежи към отличените постижения на средновековната гражданска архитектура. Още през 13 век на стария пазар се зародили сгради със стопанско предназначение с големина 109х104 метра. В края на 14 век на мястото на построените през 13 век сгради, било издигнато едноетажно кметство с форма на четириъгълник с големина 43,7 х 52,4; с вътрешен двор и още от преди това издигната кула. Кулата била издигната от виден строителен майстор с височина от 40 метра и затворена в архитектурата на кметството. В края на 17 век властите решили да преустроят и разширят кметството. Доведеният от Данциг строителен майстор Антони фон Обергеен повишил височината на кметството с още един етаж, уголемил прозоръчните отвори, и се погрижил за фасадните оси със специални ъглови малки кули. Тогава главната кула станала с шатровиден покрив. Вътрешността на кметството била изцяло преустроена и украсена с много и прекрасни портали. През 1703 г. по време на шведската обсада кметството бива разрушено, преди всичко впоследствие на пожари. Неговото възстановяване траело няколко години и неговият днешен вид е в резултат на работата, която се е извършвала през първата половина на 18 век. След Втората световна война в кметството е организиран оръжеен музей, чието седалище и до днес се намира в кметството.
Градът е известен като родно място на бележития полски астроном Николай Коперник. Негов паметник се намира на стария пазар пред сградата на кметството. Произлиза от 1853 година. Покритата с бронз фигура е висока 2,60 метра. Самият паметник представлява фигурата на Коперник, който в лявата си ръка държи армилярни сфери, а с дясната си сочи към небето. На гранитен постамент е изписано: „Nicolaus Kopernikus Thorunensis Terrae motor, Solis Caelique stator“, което означава: „Николай Коперник Торунец, задвижи земята, спря слънцето и небето“, което отбелязва най-важното постижение на Коперник — представянето на хелиоцентричната теория.
Кривата кула представлява средновековен бастион, които дължи името си на видимото отклонение от перпендикуляра. Той бива построен през 14 век като 15 метров бастион, които бива издигнат на четиристенен фундамент, но без стената от страната на града. Неговата отворена конструкция позволявала лесното теглене нагоре на муниции. Той се е наклонил още през средновековието заради глинестия под, върху които е бил издигнат. През 18 век той загубва своята защитна функция и бива преконструиран в дамски карцер. През 19 век бива превърнат в ковачница и жилище за майстор на метални кутии. През втората половина на това хилядолетие кулата бива използвана изцяло за жилище. През 60-те години на 20 век няколко културни сдружения поставят своето седалище там, а днес кулата служи като кафене. Кулата изпъква в градската панорама.
Друг паметник в Торун е „паметникът на дърваря“. Той се намира на западната страна на стария пазар. Направен през 1914 година и е произведение на скулптура Волф от Берлин. Той е спонсориран от богати торунски граждани. Покритата с броз скулпура стои върху пясъчно-каменен постамент. С този паметник е свързана и една легенда, която разказва за салджията, който със своято прекрасно изпълнение на цигулка омагьосал живеещите в града жаби и ги отвел в предградието. Дърварството е част от търговската традиция на града.

### Църкви
Катедралата е църква в чест на Хил Йоанес — торунската катедрала „Хил Йоанес“, кръстителя и евангелиста, е най-старият готически Божи Дом, чието начало е свързано с удостоверяването на градските права през 1233 г. Строежът на църквата е започнал веднага след преместването на града (1233-1236) на днешното му местоположение. В края на 13 век е запчнало издигането на трикорабната църкован конструкция, която е била по ниска и тясна от тази днес. През 14 и 15 век църковният дом е уголемен. Тогава той е достигнал дължина повече от 56 метра и височина отвътре на църквата над 27 метра. През 1406 г. рухва кула, която днес не е позната, и това дава прична за издигане на нова 52-метрова. В камбанарията е закачена камбана, по-тежка от 7 тона, която е изработена в Торун през 1500 г. Камбаната се казва „Tuba Dei“, което преведено означава „Божий тромпет“, и е една от най-големите камбани в Полша. Обзавеждането на църквата е от времето на барока.
Църквата „Якоб“ принадлежи към най-големите и най-красивите Божи Домове в Полша. Тя е от 14 век и е била енорийска църква на новия град Торун. Нейният строеж започва през 1309 и завършва през 1350 година. Тази църква се отличава от останалите в Торун със своето балично строителство. Църквата „Якоб“ има множество украси: колекция от картини, различни ниши, глазирани тухли и др. Кулата е висока 49 метра. Обзавеждането е най-вече от 18 век, запазени са 2 готически фигури на Божията Майка и няколко средновековни разпятия, които произлизат от вече несъществуваща доминиканска църква.
Мариенкирхе е някогашната фрацисканска църква от първата половина на 13 век. По-рано е била дървена постройка. През втората половина на 14 век тя бива преустроена. Създадена е 60 метра дълга, трикорабна зала с 27 м високи кораби. Вътрешността на църквата е украсена с великолепни полихроми от 14 век с религиозна тематика. От францисканското време са дъбовите пейки в църквата и нейната галерия. От лявата страна на централния олтар се намира надгробен камък на известната Анна Васа, лутеранка и сестра на крал Сигизмунд III. Нейният мавзолей е от 1636 година. През 1742 г. църквата е превзета от бернардинците и от 19 век служи като католическа енорийска църква.

### Къщи
В Торун има най-различни къщи, но някои от тях заслужават по-голямо внимание, като например някои от къщите на стария пазар.
„Къща към звездата“ е сред най-красивите градски къщи в Торун. Произлиза от Средновековието и в края на 17 век е преустроена в бароков стил. Фасадата е украсена с цветя и растителни мотиви. На върха на къщата се намира звезда с 8 рамена, от където произлиза и името на къщата. Във вътрешната част на къщата се намират прекрасни дъбови извити стълби. През 1967-69 са проведени реставрационни процеси по къщата, за да се възстанови първичният ̀и образ. Днес в тази къща се намира първият в Полша Музей на изкуството от Далечния изток.
Палатът на Майзнер се намира на Стария пазар. Това е старият палат на торунския кмет и на граф Якоб Майзнер. Палатът е построен през 1739 г. в бароков стил и в края на 19 век е преобразен в стил класицизъм. Принадлежи към най-красивите палати от 18 век, които се намират в Торун. Архитектът на странната сграда е вероятно познатият тогава в Полша Йоханес Кочи. Други такива сгради са хотелът „Три корони“, Стари пазар 9, 19, 20 и т.н.

### Замък
Замъкът на немския рицарски орден в Торун е първият, който се създава в областта Кулмер. Орденът е търсел изгодно място и е избран един сравнително висок хълм по река Висла. Било е планирано да се издигне замък под формата на подкова. Разкопките, които са проведени тук в периода 1958 – 1966 доказват, че тук е имало укрепен град приблизително към 10 век. След преместването на града през 1233-1236 година е започнало изграждането на немски рицарски орден. Вероятно първоначално това е било дървен замък, а след това и каменен. След това възникнало място за събрания: огромна осемъгълна кула, кладенец, санитарна кула. След клането при Таненберг е започнало прикрепването на ограден зид. През 1420 година в замъка възниква пожар и местните жители не помагат на Германския Орден. На 4 февруари 1454 година торунци обсаждат замъка и това и това било в знак на всеобщо въстание. Замъкът бил превзет от торунци след 4 дни. В доклада на градския съвет било написано, че замъкът е бил разрушен от местните торунци. До днес са запазени само няколко части от крепостните ровове както и основните части на замъка. Днес останките от замъка служат като място за почивка както на местните жители, така и на посетителите му.

### Манастирска врата
Това е врата от 8-те врати на Стария град на Торун. Тя е издигната през първата половина на 14 век заради навлизането на огнестрелните оръжия. Тази порта взима името си от стоящия в близост манастир.

### Порта-платно
Тя е сред староградските врати, която води до устието на река Висла. Построена е през средата на 14 век и не се е различавала от останалите порти. Поради множеството промени, само част от първоначалните елементи са се запазили във фрагменти. Тя загубва своята защитна функция окончателно през 1703 година заради шведската обсада. През 18 век е реконструирана в затвор. През 19 век е надстроена и е определена за жилища.

### Котешка глава
Представлява предно укрепление в северната част на градските стени. Произлиза от Средновековието. През 16 век бива преустроен и уголемен, приспособен към различните канони. Неговият сутерен е бил затвор. Докато през 1703 от северното крайбрежие бива отчасти разрушен, то в началото на 20 век всичко бива възстановено и издигнат още един етаж. Частта от северното градско укрепление е посветено на безстрашна котка, която според легендата е станала известна по време на торунската защита срещу шведите през 1629 година. В Торун са били следните бастиони: „Котешка глава“, „Котешки лапи“(4 укрепления), „Котешка опашка“ и „Котешки корем“. От всички изброени само първият е запазен и до днес.

### Градски двор
Води началото си от 15 век. При строежа му са използвани материали от Орденсбург, който е разрушен от торунските граждани през 1454. По-рано това е било лятна къща на търговското братство на Георг, в чийто редове са били събрани богати патриций. Този „Градски двор“ представлява готическа къща с издигащи се нагоре фронтони (цветя) и слепи прозорци. Сегашната сграда се състои от предишно крепостно укрепление „Вакстубе“ от 13 век. Целият комплекс преди е служил като убежище и подслон за ученическото съсловие. Днес тук се намира културният центъра за съвместна работа с Гьотинген (Германия), Лайден (Холандия).

## Образование
Университетът Николай Коперник – основан през 1945 и е най-голямото висше училище в Северна Полша, в отношение както на научен потенциал, така и на брой факултети, начини на обучение, брой студенти и абсолвенти.

## Култура

### Покровител на града
Торун е под закрилата на ангел – елемент, който присъства в торунския герб. Ангелската фигура се появява след 13-годишната война през 15 век и просъществува и до днес. Сега ангелът е сред най-важните символи на града. Този ангел защитава цял Торун днес, както и преди. Неговата фигура присъства главно в старата част на града.

### Торунски меденки
Меденките са най-известният продукт, приготвян в Торун. Самата рецепта на тези ароматни меденки е почти толкова стара, колкото и самата история на града. Хората казват, че нито един посетител не бива да напуска града без да е опитал меденките. В миналите векове торунската меденка е трябвало да бъде във формата на карета, герб, рицари, граждани, сърца и т.н. Историята не дава сведения, кой точно е дал точно такава форма на меденките, но има прекрасна легенда за това. Тази форма трябва да е била измислена от един скромен калфа, който бил влюбен в красивата Катрина, дъщеря на майстора на меденките, за да спечели сърцето на Катрина и да признае на бъдещия си свекър.

## Побратимени градове
| Град        | Държава     | Година      |
| ----------- | ----------- | ----------- |
| Филаделфия  | САЩ         | 1977 година |
| Гьотинген   | Германия    | 1978 година |
| Лайден      | Нидерландия | 1988 година |
| Хаменлина   | Финландия   | 1989 година |
| Калининград | Русия       | 1995 година |
| Чадца       | Словакия    | 1996 година |
| Суиндън     | Англия      | 2003 година |
| Ново место  | Словения    | 2005 година |
| Луцк        | Украйна     | 2008 година |
| Оденсе      | Дания       | 2009 година |

Булевард „Филаделфия“ (Bulwar Filadelfijski) е 2 км дълга улица, наименувана на побратимения град Филаделфия.

## Фотогалерия
- Град Торун
- Паметник на Николай Коперник
- Средновековни останки край града
- Наклонената кула
- Торунският театър
- Замъкът в Торун
- Мостът, свързващ двете части на града
- Пазарният площад